# Asuridia carnipicta
Asuridia carnipicta là một loài bướm đêm thuộc phân họ Arctiinae, họ Erebidae.